# Lehte Hainsalu
Lehte Hainsalu est une écrivaine, poète et femme politique estonienne.

## Biographie
Lehte Hainsalu est née le 31 octobre 1938 à Tartu.